# Rhizedra rufescens-suffusa
Rhizedra rufescens-suffusa là một loài bướm đêm trong họ Noctuidae.